# Per Carleson
Per Hjalmar Ludvig Carleson (né le 11 juillet 1917 à Stockholm et mort le 8 juin 2004 à Göteborg) est un épéiste suédois.
Il est le porte-drapeau de la délégation suédoise aux Jeux olympiques d'été de 1948 et aux Jeux olympiques d'été de 1956.

## Palmarès
- Jeux olympiques d'été
  -  Médaille d'argent à l'épée par équipe en 1952
  -  Médaille de bronze à l'épée par équipe en 1948
- Championnats du monde
  -  Médaille d'argent à l'épée par équipe en 1954
  -  Médaille d'argent à l'épée par équipe en 1949
  -  Médaille d'argent à l'épée par équipe en 1947
  -  Médaille de bronze à l'épée par équipe en 1951
  -  Médaille de bronze à l'épée par équipe en 1950
  -  Médaille de bronze à l'épée individuelle en 1949